# Сант'Антонио ди Ранверзо (Торино)
Сант'Антонио ди Ранверзо је насеље у Италији у округу Торино, региону Пијемонт.
Према процени из 2011. у насељу је живело 12 становника. Насеље се налази на надморској висини од 343 м.